# Challenger Series - Newport Beach 2018
Le Challenger Series - Newport Beach 2018, note come Oracle Challenger Series - Newport Beach 2018 per motivi di sponsorizzazione, sono state un torneo di tennis giocato sui campi in cemento all'aperto. È stata la prima edizione del torneo, che faceva parte del WTA Challenger Tour 2018 femminile e dell'ATP Challenger Tour maschile. Si è giocato a Newport Beach dal 22 al 28 gennaio 2018.

## Partecipanti ATP Challenger

### Teste di serie
| Nazionalità | Giocatrice       | Ranking* | Testa di serie |
| ----------- | ---------------- | -------- | -------------- |
| Giappone    | Kei Nishikori    | 24       | 1              |
| Stati Uniti | Frances Tiafoe   | 81       | 2              |
| Stati Uniti | Taylor Fritz     | 91       | 3              |
| Stati Uniti | Bjorn Fratangelo | 104      | 4              |
| Regno Unito | Cameron Norrie   | 111      | 5              |
| Kazakistan  | Aleksandr Bublik | 112      | 6              |
| Stati Uniti | Ernesto Escobedo | 114      | 7              |
| Germania    | Yannick Hanfmann | 115      | 8              |

* Ranking al 15 gennaio 2018.

### Altri partecipanti
I seguenti giocatori hanno ricevuto una wild card:
- Thai-Son Kwiatkowski
- Kei Nishikori
- Reilly Opelka
- Tommy Paul

I seguenti giocatori sono passati dalle qualificazioni:
- Tom Fawcett
- Cristian Garín
- Dennis Novikov
- Guillermo Olaso

## Partecipanti WTA

### Teste di serie
| Nazionalità | Giocatrice           | Ranking* | Testa di serie |
| ----------- | -------------------- | -------- | -------------- |
| Stati Uniti | Cristina McHale      | 73       | 1              |
| Stati Uniti | Alison Riske         | 84       | 2              |
| Stati Uniti | Taylor Townsend      | 89       | 3              |
| Italia      | Francesca Schiavone  | 93       | 4              |
| Stati Uniti | Sofia Kenin          | 102      | 5              |
| Stati Uniti | Sachia Vickery       | 106      | 6              |
| Australia   | Ajla Tomljanovic     | 107      | 7              |
| Colombia    | Mariana Duque-Marino | 109      | 8              |

* Ranking al 15 gennaio 2018.

### Altre partecipanti
Le seguenti giocatrici hanno ricevuto una wild card:
- Danielle Collins
- Claire Liu
- Jacqueline Cako
- Victoria Duval

Le seguenti giocatrici sono passate dalle qualificazioni:
- Marie Bouzková
- Daniela Seguel
- Sofya Zhuk
- Elitsa Kostova
- Amanda Anisimova
- Mayo Hibi

## Punti e montepremi
| Torneo              | Torneo              | V      | F      | SF    | QF    | 2T    | 1T    | Q | Q2  | Q1  |
| Singolare femminile | Punti               | 160    | 95     | 57    | 29    | 15    | 1     | 6 | 4   | 1   |
| Singolare femminile | Premi in denaro ($) | 24 000 | 13 500 | 7 300 | 4 875 | 2 325 | 1 225 | – | 610 | 425 |
| Doppio femminile    | Punti               | 160    | 95     | 57    | 29    | -     | 1     | – | –   | –   |
| Doppio femminile    | Premi in denaro ($) | 6 700  | 3 300  | 1 700 | 910   | -     | 550   | – | –   | –   |

## Campioni

### Singolare maschile
Taylor Fritz ha sconfitto in finale  Bradley Klahn con il punteggio di 3-6, 7-5, 6-0.

### Singolare femminile
Danielle Collins ha sconfitto in finale  Sofya Zhuk con il punteggio di 2-6, 6-4, 6-3.

### Doppio maschile
James Cerretani /  Leander Paes hanno sconfitto in finale  Treat Conrad Huey /  Denis Kudla col punteggio di 6-4, 7-5

### Doppio femminile
Misaki Doi /  Jil Teichmann hanno sconfitto in finale  Jamie Loeb /  Rebecca Peterson col punteggio di 7–6(4), 1-6, 10-8.